# De AS
De AS (Anarcho-Socialist) (ook wel De As) was een Nederlands anarchistisch kwartaalblad dat van 1972 tot en met 2020.
Het eerste nummer verscheen december 1972. De AS verscheen in de vorm van themanummers en eenmaal per jaar in de vorm van een Jaarboek Anarchisme. Soms vielen deze twee samen en soms verschijnen er ook dubbelnummers. Editie 208 (winter 2020) was de laatste uitgave van het blad.
De doelstelling van het blad was om een anarchistische visie te ontwikkelen met betrekking tot de maatschappelijke omgeving (van politiek en religie tot kunst) dan wel daarop een kritiek te leveren vanuit het anarchisme. Het anarchisme wordt hierbij in een pluriforme, anti-dogmatische zin opgevat.
Selectie medewerkers van De As:
- Anton Constandse (1899-1985)
- Marius de Geus
- Hans Ramaer
- Thom Holterman
- Rudolf de Jong